# Claudionor Souza de Jesus
Claudionor Souza de Jesus (sinh ngày 5 tháng 3 năm 1993) là một cầu thủ bóng đá người Brasil.

## Sự nghiệp câu lạc bộ
Claudionor Souza de Jesus hiện đang chơi cho Shonan Bellmare.